# Saison 16 des Mystères de l'amour
Chronologie
Saison 15 Saison 17
La seizième saison des Mystères de l'amour, série télévisée française créée par Jean-François Porry, est diffusée sur la chaîne TMC du 14 octobre 2017 au 11 février 2018.

## Synopsis de la saison
La grossesse d'Hélène suit tranquillement son chemin. Christian et Fanny sont séparés. Christian est parti rejoindre Johanna a Nashville. Celle-ci va réussir à reformer le couple. Les deux tourtereaux ont trouvé un studio son (Omnisound) pour enregistrer un nouveau titre. Quelques épisodes plus tard, c'est John qui sera au cœur de l'intrigue : il a fait une crise cardiaque ! À chaque fois, son état de santé s'améliore puis empire à nouveau. Fanny va se mettre à prier pour sauver son père, mais malheureusement, Jordan va tenter de la piéger. Antoine Vales va tout avouer sur Ingrid. Celle-ci va en prison mais réussit à en sortir grâce à un bon avocat. Marie et Stéphanie découvrent par hasard Peter Watson. Il est devenu SDF. Nous découvrons également Julot. John sera sauvé et Fanny va sortir de la secte de Jordan.
- Prime : Les mystères de Noël

Durant ce prime, Favat va faire son retour. Fanny va tout faire pour ne pas qu'il se suicide. Hugo, Aurélie, Sylvain et Chloé tombent dans un ravin, mais ils vont s'en sortir. Enfin, le bébé tant attendu d'Hélène et Nicolas arrive ! C'est le père Noël qui va la faire accoucher dans une étable, une référence à la naissance de Jésus Christ.
- Fin de saison

Nils, le bébé d'Hélène et Nicolas, va bien. Audrey et Ingrid commencent à développer un plan sournois pour récupérer la fortune de Peter. Audrey prétend avoir tué Antoine Vallès… Enfin, Mélanie prépare une vengeance contre Fanny car elle n'a pas officialisé le mariage devant Mélanie… Les enfants (Nicky et Léa) ont disparu. Ils sont dans le restaurant de Sophie. Le plan de vengeance de Mélanie continue : elle demande à Eric Favat de dévoiler son histoire d’amour avec Fanny sur Info France, et aussi d’en inventer une. Fanny et Christian tombent sur le scoop d’Info France, ils sont perplexes...

## Distribution

### Acteurs principaux (dans l'ordre d'apparition au générique)
- Hélène Rollès : Hélène Vernier/Girard
- Patrick Puydebat : Nicolas Vernier
- Philippe Vasseur : José Da Silva
- Cathy Andrieu : Cathy Da Silva
- Richard Pigois : John Greyson
- Laly Meignan : Laly Polleï
- Elsa Esnoult : Fanny Greyson
- Sébastien Roch : Christian Roquier
- Tom Schacht : Jimmy Werner
- Laure Guibert : Bénédicte Breton
- Macha Polikarpova : Olga Poliarva
- Carole Dechantre : Ingrid Soustal
- Magali Semetys : Marie Dumont
- Marjorie Bourgeois : Stéphanie Dorville
- Serge Gisquière : Peter Watson
- Angèle Vivier : Aurélie Breton
- Tony Mazari : Hugo Sanchez
- Ambre Rochard : Mélanie
- Lakshan Abenayake : Rudy Ayake
- Marion Huguenin : Chloé Girard
- Jean-Baptiste Sagory : Sylvain Pottier
- Manon Schraen : Léa Werner
- Benjamin Cotte : Nicky McAllister Vernier
- Sowan Laube : Erwan Watson
- Maéva El Aroussi : Gwen Watson

### Acteurs récurrents
- Audrey Moore : Audrey McAllister (à partir de l'épisode 13)
- Elliot Delage : Julien Da Silva
- Allan Duboux : Eric Fava
- Xavier Delarue : Antoine Valès
- Jean-Luc Voyeux : Guéant
- Jérémy Azoulay : Roméo
- Charlène François : Sophie, l'ex d'Hugo et maîtresse de Jimmy
- Dan Simkovitch : Georgette Bellefeuille, alias Rosa Sanchez, la mère d'Hugo
- Julie Chevallier : Béatrice Guttolescu
- Nicolas Roussiau : Le capitaine Gabriel Fergioux
- Mathilde Maisonneuve : Laurence, la copine de Roméo
- Oleg Eyben : Robert, le père de Pedro et nouvel amant de Cathy
- Sandrine Sengier : Tania, la codétenue d'Ingrid
- Jonathan Dany P. Robert : Jordan Muller, le gourou
- Christine Lapsca : Claudine, la matonne
- Dylan Raffin : Pedro
- Frank Delay : Pierre
- Guillaume Tarbouriech : Julot, l’ami SDF de Peter
- Richard Gallet : Richard, l'ingénieur du son

### Acteurs invités
- Rochelle Redfield : Johanna McCormick (Episode 1 à 4)
- Fabrice Josso : Étienne Varlier (épisodes 14-16)
- Florence Mézard : Flo
- Emmanuel Ménard : Le gynécologue
- Samhi-Driss : Enzo
- David Saura : Le producteur Martin
- Stephen Manas : Stephen
- Julien Lamassonne : Michaël
- Arnaud Jouan : Nathan
- Yoann Sover : Paul Vauclair
- Isabelle Rochard : Marinette (Prime 17 décembre)
- Eric Collado : Julio (Prime 17 décembre)
- Cyril Aubin : Le complice de Julio (Prime 17 décembre)
- Thierry Liagre : Le Père Noël (Prime 17 décembre)

## Liste des épisodes
1. Nashville blues
2. L’amour pour seul bagage
3. Arrivées et départs
4. Pris aux pièges
5. Le masque tombe
6. L’étau se resserre
7. Pièges insolubles
8. Retour de bâton
9. Triste départ
10. Une simple prière
11. Court répit
12. Entre la vie et l’amour
13. Surprenant retour
14. Prière de s'aimer
15. Par élimination
16. Religieusement vôtre
17. L’esprit du mal
18. La tête retournée
19. Rencontres accidentelles
20. Recherche être cher
21. Les Mystères de Noël : Première partie
22. Les Mystères de Noël : Deuxième partie
23. Retours en série
24. Surprises en série
25. Flagrants délires
26. Très fâchée
27. La vengeance aux yeux noisette
28. Points de rupture